# L'onda (Bouguereau)
L’onda (La Vague) è un dipinto a olio su tela di William-Adolphe Bouguereau, databile al 1896 e conservato in collezione privata.

## Storia
Il dipinto venne realizzato nel 1896 e venne esposto al Salon di Parigi. Il dipinto passò poi nella collezione privata di Akram Ojjeh e vi rimase fino al 1999. Esistono inoltre due studi dell'opera, entrambi conservati in collezioni private.

## Descrizione

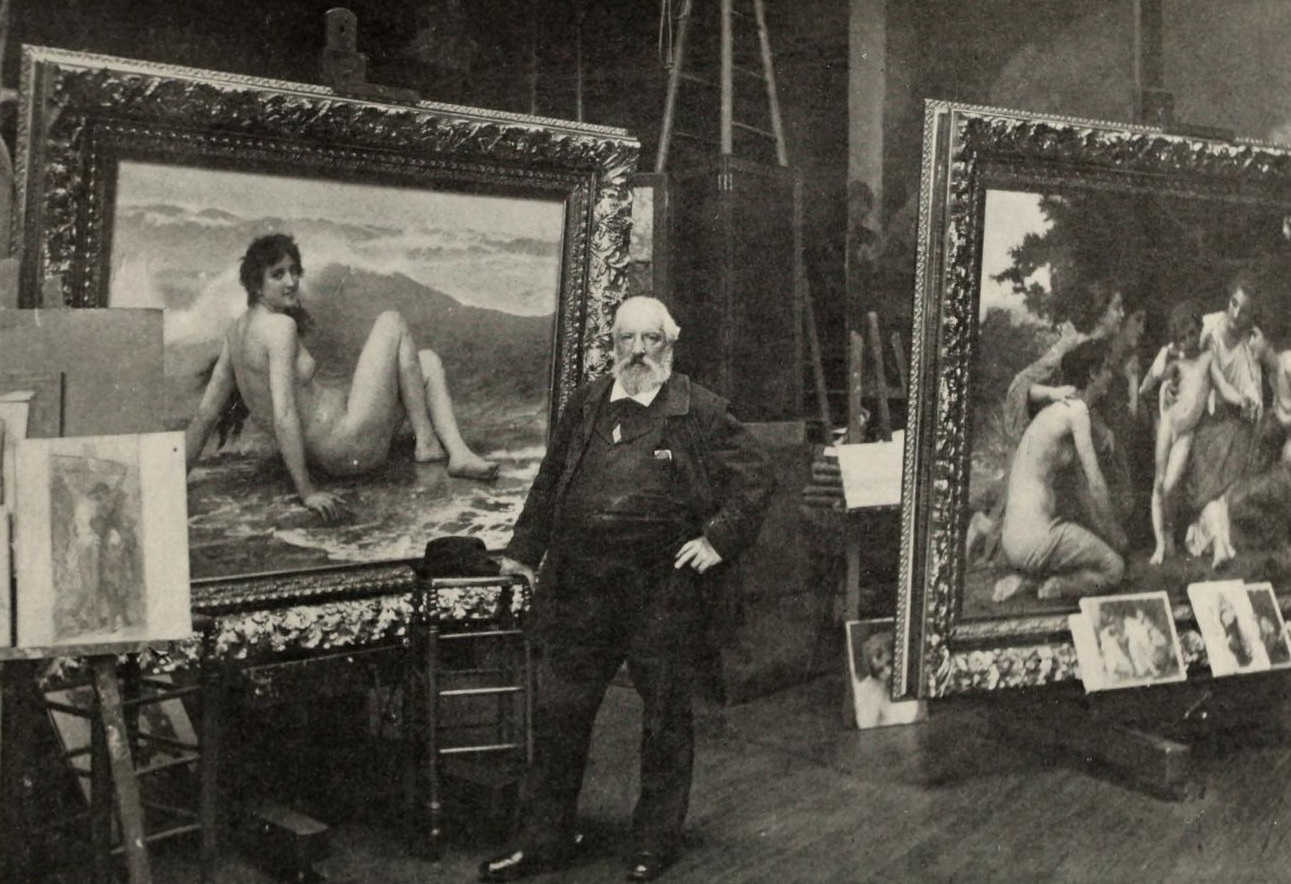
Il dipinto nello studio di Bouguereau in una fotografia risalente agli inizi del XX secolo.

Il dipinto raffigura una donna nuda seduta su una spiaggia, dietro la quale si vede un'onda che sta per giungere a riva. La ragazza dall'aria leggermente distratta rivolge il proprio sguardo allo spettatore e sul suo volto c'è un leggero sorriso. La posa della donna richiama le raffigurazioni di epoca classica degli dei fluviali greco-romani.
Il nudo femminile era un tema artistico privilegiato da Bouguereau ed è stato presente per tutta la sua carriera: egli realizzava molti dipinti, spesso classicheggianti, che raffiguravano delle donne senza veli per accentuarne la bellezza. La sensualità del quadro trasmette all'osservatore un'emozione forte e complessa.
In un catalogo per una mostra su William-Adolphe Bouguereau svoltasi nel 1984, Louise d'Argencourt, parlando delle bagnanti ritratte dall'artista, riguardo L'onda afferma che "c'è realismo nella modellazione [del dipinto], nella quale la pelle e i muscoli sono dipinti in maniera così precisa da rivelare l'età della modella."
Il critico Damien Bartoli identificò la modella con una ragazza di nome Odile Charpentier, che avrebbe posato per l'artista anche per i dipinti Méditation, Rêverie e Secrets de l'amour.